# Bundestagswahlkreis Celle – Uelzen
Der Bundestagswahlkreis Celle – Uelzen (Wahlkreis 44) ist ein Wahlkreis in Niedersachsen und umfasst den Landkreis Celle und den Landkreis Uelzen.  Der Vorgängerwahlkreis bis 1980 war der Wahlkreis Celle, zu dem anstatt des Landkreises Uelzen Teile des ehemaligen Landkreises Burgdorf gehörten.

## Wahlkreisgeschichte
| Wahl      | Wahlkreisname     | Gebiet |
| --------- | ----------------- | --- |
| 1949      | 16 Celle          | Stadt Celle, Landkreis Celle, vom Landkreis Burgdorf das Gebiet um Burgdorf und Uetze                              |
| 1953–1961 | 38 Celle          | Stadt Celle, Landkreis Celle, vom Landkreis Burgdorf das Gebiet um Burgdorf und Uetze                              |
| 1965–1972 | 39 Celle          | Stadt Celle, Landkreis Celle, Landkreis Burgdorf ohne das Gebiet um Uetze                                          |
| 1976      | 39 Celle          | Landkreis Celle, vom Landkreis Hannover die Gemeinden Burgdorf, Burgwedel, Isernhagen, Lehrte, Sehnde und Wedemark |
| 1980–1998 | 39 Celle – Uelzen | Landkreis Celle, Landkreis Uelzen                                                                                  |
| 2002–2005 | 44 Celle – Uelzen | Landkreis Celle, Landkreis Uelzen                                                                                  |
| 2009      | 45 Celle – Uelzen | Landkreis Celle, Landkreis Uelzen                                                                                  |
| seit 2013 | 44 Celle – Uelzen | Landkreis Celle, Landkreis Uelzen                                                                                  |

Die ehemals kreisfreie Stadt Celle gehört seit 1973 zum Landkreis Celle.

## Wahlkreisabgeordnete
| Wahl | Abgeordneter | Abgeordneter         | Partei | Stimmen in % |
| ---- | ------------ | -------------------- | ------ | ------------ |
| 1949 |              | Lisa Korspeter       | SPD    | 27,9         |
| 1953 | 25,5         | Lisa Korspeter       | SPD    |              |
| 1957 |              | Margot Kalinke a     | DP     | 39,4         |
| 1961 |              | Wilhelm Brese        | CDU    | 42,4         |
| 1965 | 49,3         | Wilhelm Brese        | CDU    |              |
| 1969 |              | Hans Hubrig          | CDU    | 48,3         |
| 1972 |              | Olaf Sund            | SPD    | 47,6         |
| 1976 |              | Hans Hubrig          | CDU    | 49,2         |
| 1980 | 46,9         | Hans Hubrig          | CDU    |              |
| 1983 |              | Klaus-Jürgen Hedrich | CDU    | 53,3         |
| 1987 | 49,4         | Klaus-Jürgen Hedrich | CDU    |              |
| 1990 | 51,3         | Klaus-Jürgen Hedrich | CDU    |              |
| 1994 | 49,5         | Klaus-Jürgen Hedrich | CDU    |              |
| 1998 |              | Peter Struck         | SPD    | 48,6         |
| 2002 | 50,1         | Peter Struck         | SPD    |              |
| 2005 | 46,7         | Peter Struck         | SPD    |              |
| 2009 |              | Henning Otte         | CDU    | 44,2         |
| 2013 | 48,5         | Henning Otte         | CDU    |              |
| 2017 | 42,7         | Henning Otte         | CDU    |              |
| 2021 | 32,9         | Henning Otte         | CDU    |              |
| 2025 | 35,2         | Henning Otte         | CDU    |              |

## Wahlergebnisse

### Bundestagswahl 2025
| Kandidaten                                             | Kandidaten                | Parteien/Listen       | Erststimmen | Erststimmen | Zweitstimmen | Zweitstimmen |
| Kandidaten                                             | Kandidaten                | Parteien/Listen       | Stimmen     | %           | Stimmen      | %            |
| ------------------------------------------------------ | ------------------------- | --------------------- | ----------- | ----------- | ------------ | ------------ |
|                                                        | Angela Hohmann            | SPD                   | 40.066      | 23,1        | 36.325       | 20,9         |
|                                                        | Henning Ottegewählt im WK | CDU                   | 61.127      | 35,2        | 51.640       | 29,7         |
|                                                        | Daniel Beer               | Bündnis 90/Die Grünen | 16.099      | 9,3         | 17.790       | 10,2         |
|                                                        | Anja Schulz               | FDP                   | 5.920       | 3,4         | 7.504        | 4,3          |
|                                                        | Thomas Ehrhorn            | AfD                   | 34.968      | 20,1        | 35.378       | 20,3         |
|                                                        | Manuela Mast              | Die Linke             | 10.278      | 5,9         | 12.193       | 7,0          |
|                                                        | Jan Müller                | Freie Wähler          | 3.442       | 2,0         | 1.691        | 1,0          |
|                                                        | Wiktor Michał Jaworowski  | Volt                  | 1.751       | 1,0         | 965          | 0,6          |
|                                                        | –                         | Tierschutzpartei      | –           | –           | 2.263        | 1,3          |
|                                                        | –                         | dieBasis              | –           | –           | 497          | 0,3          |
|                                                        | –                         | Die PARTEI            | –           | –           | 803          | 0,5          |
|                                                        | –                         | Piraten               | –           | –           | 282          | 0,2          |
|                                                        | –                         | PdH                   | –           | –           | 101          | 0,1          |
|                                                        | –                         | MLPD                  | –           | –           | 28           | 0,0          |
|                                                        | –                         | Bündnis Deutschland   | –           | –           | 189          | 0,1          |
|                                                        | –                         | BSW                   | –           | –           | 6.315        | 3,6          |
| Gesamt                                                 | Gesamt                    | Gesamt                | 173.651     | 100         | 173.964      | 100          |
|                                                        |                           |                       |             |             |              |              |
| Ungültige Stimmen                                      | Ungültige Stimmen         | Ungültige Stimmen     | 1.221       | 0,7         | 908          | 0,5          |
| Wähler                                                 | Wähler                    | Wähler                | 174.872     | 82,3        | 174.872      | 82,3         |
| Wahlberechtigte                                        | Wahlberechtigte           | Wahlberechtigte       | 212.447     |             | 212.447      |              |
|                                                        |                           |                       |             |             |              |              |
| Quellen: Die Bundeswahlleiterin, Kandidaten – Ergebnis |                           |                       |             |             |              |              |

### Bundestagswahl 2021
Bei der Bundestagswahl 2021 sind für den Wahlkreis 44 21 Parteien mit Landeslisten und acht Kandidaten für das Direktmandat angetreten. Die Wahlbeteiligung lag bei 73,7 %.
| Direktkandidat     | Partei                         | Erststimmen in % | Zweitstimmen in % |
| ------------------ | ------------------------------ | ---------------- | ----------------- |
| Henning Otte       | CDU                            | 32,9             | 26,1              |
| Dirk-Ulrich Mende  | SPD                            | 32,3             | 30,8              |
| Anja Schulz        | FDP                            | 8,6              | 11,5              |
| Thomas Ehrhorn     | AfD                            | 9,3              | 9,2               |
| Markus Jordan      | GRÜNE                          | 12,0             | 14,0              |
| Christoph Podstawa | DIE LINKE                      | 2,8              | 3,0               |
| –                  | Die PARTEI                     | –                | 0,9               |
| –                  | Tierschutzpartei               | –                | 1,4               |
| Philip Siebold     | FREIE WÄHLER                   | 2,2              | 1,0               |
| –                  | PIRATEN                        | –                | 0,4               |
| –                  | NPD                            | –                | 0,1               |
| –                  | V-Partei³                      | –                | 0,1               |
| –                  | ÖDP                            | –                | 0,1               |
| –                  | MLPD                           | –                | 0,0               |
| –                  | DKP                            | –                | 0,0               |
| –                  | dieBasis                       | –                | 1,0               |
| –                  | du.                            | –                | 0,0               |
| –                  | LKR                            | –                | 0,0               |
| –                  | Die Humanisten                 | –                | 0,1               |
| –                  | Team Todenhöfer                | –                | 0,1               |
| –                  | Volt                           | –                | 0,2               |
| Andrew Schlüter    | Internationalistisches Bündnis | 0,0              | –                 |

### Bundestagswahl 2017
Vorläufiges Wahlkreisergebnis der Bundestagswahl 2017:
| Direktkandidat  | Partei           | Erststimmen in % | Zweitstimmen in % |
| --------------- | ---------------- | ---------------- | ----------------- |
| Henning Otte    | CDU              | 42,7             | 36,6              |
| Kirsten Lühmann | SPD              | 30,0             | 25,4              |
| Heiko Wundram   | GRÜNE            | 5,8              | 7,8               |
| Paul Stern      | DIE LINKE.       | 4,9              | 5,8               |
| Anja Schulz     | FDP              | 5,5              | 10,1              |
| Thomas Ehrhorn  | AfD              | 10,1             | 10,9              |
| –               | PIRATEN          | –                | 0,3               |
| –               | NPD              | –                | 0,3               |
| –               | Tierschutzpartei | –                | 0,9               |
| Philip Siebold  | FREIE WÄHLER     | 1,1              | 0,6               |
| –               | MLPD             | –                | 0,0               |
| –               | BGE              | –                | 0,1               |
| –               | DiB              | –                | 0,1               |
| –               | DKP              | –                | 0,0               |
| –               | DM               | –                | 0,1               |
| –               | ÖDP              | –                | 0,1               |
| –               | Die PARTEI       | –                | 0,8               |
| –               | V-Partei³        | –                | 0,1               |

### Bundestagswahl 2013
Zur Wahl am 22. September wurden 14 Landeslisten zugelassen.
Daneben hat der Kreiswahlausschuss acht Direktkandidaten zugelassen.
| Direktkandidat      | Partei           | Erststimmen in % | Zweitstimmen in % |
| ------------------- | ---------------- | ---------------- | ----------------- |
| Henning Otte        | CDU              | 48,5             | 44,0              |
| Kirsten Lühmann     | SPD              | 34,2             | 30,1              |
| Ralf Josef Überheim | FDP              | 1,3              | 4,2               |
| Bernd Ebeling       | GRÜNE            | 6,1              | 7,8               |
| Behiye Uca          | DIE LINKE.       | 3,6              | 4,5               |
| –                   | PIRATEN          | –                | 1,7               |
| Joachim Nahtz       | NPD              | 1,1              | 1,0               |
| –                   | Tierschutzpartei | –                | 0,8               |
| –                   | MLPD             | –                | 0,0               |
| Thomas Ehrhorn      | AfD              | 4,2              | 4,95              |
| –                   | pro Deutschland  | –                | 0,1               |
| –                   | REP              | –                | 0,1               |
| Klaus Prigge        | FREIE WÄHLER     | 0,8              | 0,6               |
| –                   | PBC              | –                | 0,1               |

### Bundestagswahl 2009
| Direktkandidat        | Partei     | Erststimmen | Zweitstimmen |
| --------------------- | ---------- | ----------- | ------------ |
| Kirsten Lühmann       | SPD        | 32,3 %      | 27,3 %       |
| Henning Otte          | CDU        | 44,2 %      | 35,6 %       |
| Sabine Brunke-Reubold | GRÜNE      | 7,0 %       | 9,5 %        |
| Ralf Überheim         | FDP        | 7,3 %       | 14,4 %       |
| Enrico Schülbe        | Die Linke. | 6,5 %       | 7,6 %        |
| Manfred Börm          | NPD        | 1,6 %       | 1,5 %        |
| Margarete Rose        | RRP        | 1,1 %       | 1,3 %        |
| –                     | PIRATEN    | –           | 1,9 %        |
| Sonstige              | Sonstige   | –           | 0,9 %        |